# أجا
أجا مدينة مصرية بمحافظة الدقهلية، وقاعدة مركز أجا.

## التاريخ
قرية قديمة ذكرت في كتاب المشترك لياقوت الحموي وفي قوانين الدواوين وفي تحفة الإرشاد من توابع المرتاحية وفي التحفة السنية من توابع الدقهلية والمرتاحية. كانت أجا تتبع لمركز منية سمنود ولكن نقلت إليها دواوين المركز في 2 يونيو 1907 لاتصالها بالسكة الحديد عكس منية سمنود.

## الجغرافيا
تقع المدينة جنوب محافظة الدقهلية، يحدها من الشمال قرية نوسا الغيط ومن الجنوب قريتي الديرس ومنشأة عبد النبي ومن الشرق بقطارس ومن الغرب منية سمنود، تبلغ مساحة زمامها 11,27 كم2 المبني منها 1,47 كم2. تتكون المدينة من ثلاث مناطق أجا والبيلوق واللاوندي، أقدمهم أجا والأخران كانا قريتين من توابع المركز ثم أضيفتا إلى المدينة في عام 2014.

## السكان
بلغ عدد سكان المدينة 48,007 نسمة في تقدير يوليو 2024 منهم 24,154 ذكر و23,853 أنثى. بلغت كثافة السكان 3646 نسمة لكل كم2 لإجمالي مساحة المدينة وكثافتهم بالنسبة للمساحة المبنية 27,951 نسمة لكل كم2.
| السنة | عدد السكان | السنة | عدد السكان |
| ----- | ---------- | ----- | ---------- |
| 1882  | 2953       | 1986  | 13,907     |
| 1897  | 3522       | 1996  | 15,479     |
| 1927  | 5851       | 2006  | 18,548     |
| 1947  | 6889       | 2017  | 41,088     |
| 1960  | 9251       | 2024  | 48,007     |
| 1976  | 13,405     |       |            |